# R352 (route russe)
Pour les articles homonymes, voir R352 et Route de la mort.
La route régionale R352 (en russe : Региональная дорога Р352, Regionalnaïa doroga R352), dite « Route de Serov » (en russe : Серовский тракт, Serovski trakt) est une route d'importance régionale de l'oblast de Sverdlovsk dans l'Oural reliant les villes de Iekaterinbourg, via Nijni Taguil, et de Serov. Longue de 379,992 kilomètres, elle est l'un des principaux axes de transport de l'oblast, car reliant les principales villes de l'oblast et les principaux centres industriels. Son ouverture ne date que du 1er novembre 1985, et elle possède la forme d'une autoroute jusqu'à Nijni Taguil.

## Désignation
La route est désignée sous plusieurs noms ;
- « Oural-BAM », par analogie à la Magistrale Baïkal-Amour (BAM), était le nom pendant la construction de la route[1];
- Le nom de route régionale R352 est l'ancien nom de la ville, utilisable jusqu'en 2017, bien qu'il reste souvent utilisée[2],[3];
- Le nom de 65K-4103000 est le nom actuel utilisé par l'oblast de Sverdlovsk depuis 2017 pour la route entière[4];
- Le nom de 65K-1901000 est le nom actuel utilisé par l'oblast de Sverdlovsk depuis 2017 pour le côté doublé (direction sud) entre Nijni Taguil et Iekaterinbourg[5].
- Il y aussi les surnoms de route maudite (en russe : Проклятая дорога) et de route de la mort (en russe : трасса смерти) en raison du nombre d'accidents importants.

## Histoire

### Contexte

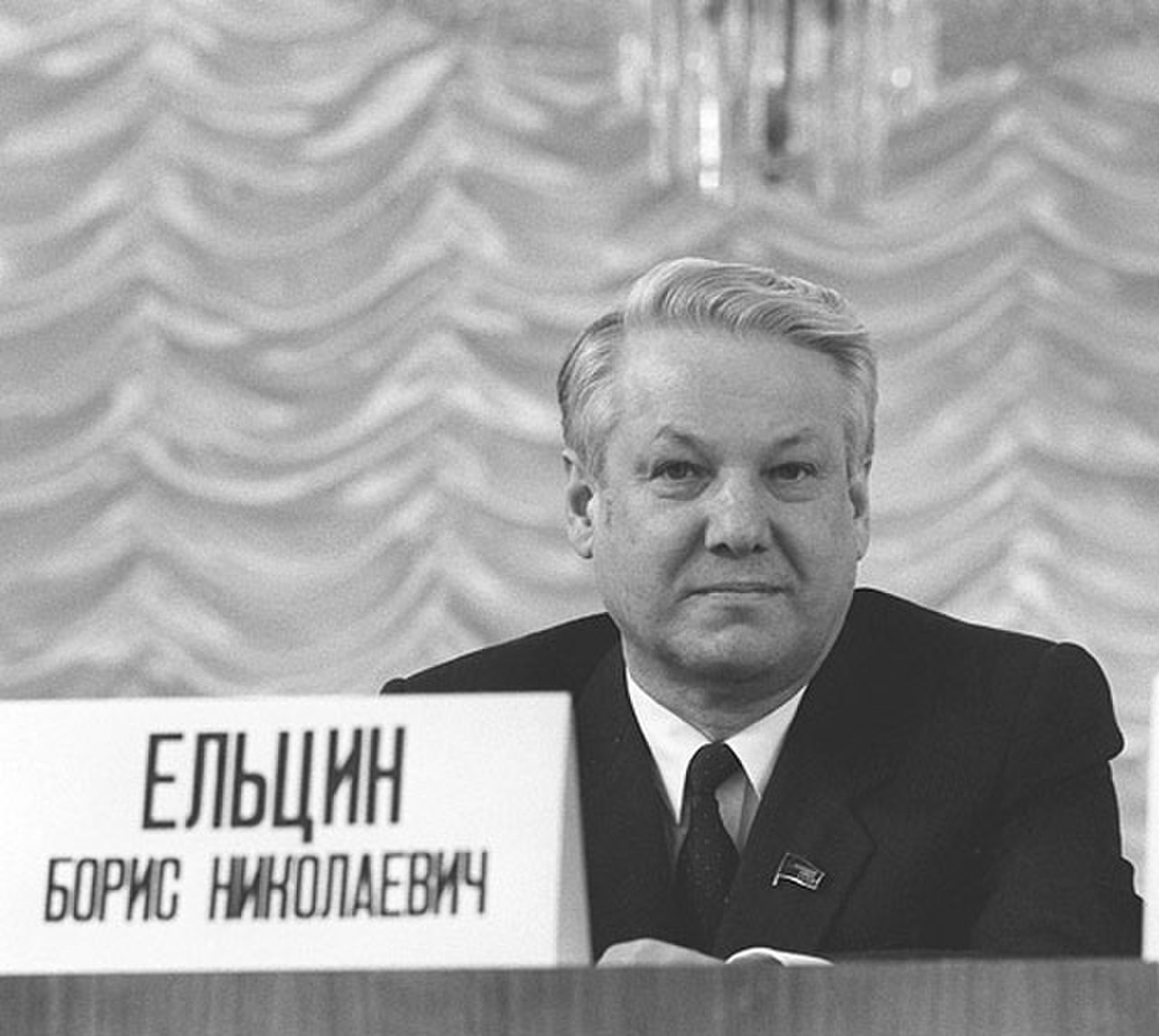
Boris Eltsine, ici en 1989.

Au début des années 1970, l'oblast de Sverdlovsk dans ce qui était alors l'Union soviétique ne possédait pas de route de qualité reliant Sverdlovsk aux villes industrielles du nord, dont Nijni Taguil et Serov. Il y avait seulement des montagnes, forêts et marécages. À cette époque, les marchandises et passagers étaient transportés par chemins de fer, et les villes isolées était des îlots de vies, avec presque rien entre.
Il y avait cependant une piste allant de Sverdlovsk à Verkhniaïa Toura, mais elle n'était pas utilisée étant donné que seuls les véhicules les plus robustes pouvaient l'emprunter. Pour aller jusqu'à Serov, des véhicules pouvaient passer par la taïga, mais cela restait rare. Par véhiculer (tout-terrain), il fallait deux jours de trajet pour rallier Serov depuis Sverdlovsk.
L'idée de relier les différents centres économiques et de populations fut avancée par Boris Eltsine, qui était alors membre du Comité de l'oblast de Sverdlovsk du PCUS (ru) et dirigeant le département de la construction du Comité. La décision de construire la route de Serov fut approuvée en 1973, et les travaux débutèrent en 1975, sous la direction de Boris Eltsine, alors devenu premier secrétaire du Comité,.

### Construction et ouverture
Les travaux étaient de grande ampleur pour l'époque, le tracé d'alors s'étendant alors sur 345 kilomètres. La construction de la plate-forme fut confiée à des entreprises industrielles de l'oblast, tandis que le revêtement fut posé par les entreprises régionales Sverdlovskavtodor et Sverdlovskdorstroï. Durant la construction, la route fut appelée l'« Oural-BAM», par analogie à la Magistrale Baïkal-Amour (BAM).
La construction commença simultanément à plusieurs points du parcours, et les équipes travaillèrent par toute temps, y compris en hiver. L'expérience des travailleurs était faible, beaucoup durent apprendre sur le tas afin de construire la route. Les travailleurs avaient des journées de 12 h.
Le revêtement fut posé en commençant à chaque extrémité, Sverdlovsk et Serov. Depuis le sud, c'était Sverdlovskavtodor qui en était chargée, en posant du béton bitumineux. Ceux du nord étaient Sverdlovskdorstroï, posant eux du béton de ciment. 
Les deux équipes de revêtement se rejoignirent tôt le matin le 1er novembre 1985 au niveau de la ville de Kouchva. Ce jour-là, des dizaines de personnes se rassemblèrent à Serov, et un ruban rouge fut coupé. Les premiers à circuler furent les « meilleurs » constructeurs de la route. Selon le journal Travailleur de l'Oural, le ruban fut coupé à 8 h 23, inaugurant et ouvrant la route, puis un responsable déclara « C'est parti ! »,. Des bus s'élancèrent de Serov transportant des représentants politiques et travailleurs, jusqu'à Iekaterinbourg, en s'arrêtant à divers endroits.
Selon l'entreprise Sverdlovskavtodor, le chantier total coûta à la région 350 millions de roubles soviétiques. Pour le Travailleur de Serov, le chantier fut la « construction du siècle » dans la région.

### Période actuelle
En mai 2014, dans les environs du village de Tavatouï, la chaussée s'est effondrée dans le sens vers Serov, à cause d'un tuyau d'eau s'étant effondré qui se trouvait sous la chaussée, provoquant brièvement une paralysie du trafic.

## Description

### Caractéristiques générales

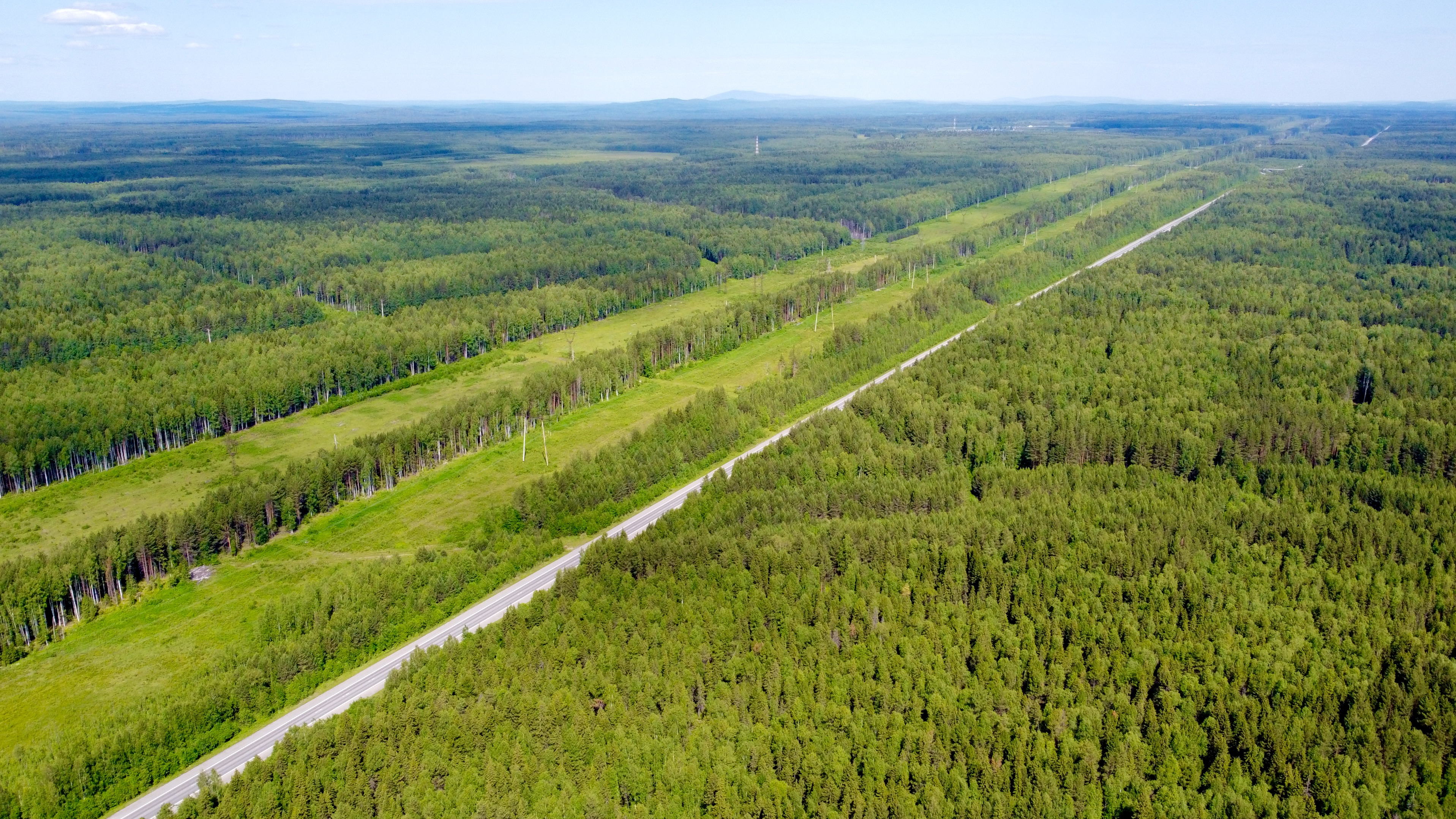
La route traversant la taïga près de Verkhniaïa Toura.

La route, longue de 379,992 kilomètres, possède 17 échangeurs sur sa partie autoroutière (le premier tiers de la route). Au niveau de l'entrée de Iekaterinbourg, le trafic atteint 36 000 voitures par jour. La route est considérée en bon état. Elle relie de nombreuses villes de l'oblast de Sverdlovsk, dont Iekaterinbourg et Nijni Taguil, les deux plus importantes, ainsi que d'autres, qui sont des centres miniers importants. La route est à quatre voies (voie expresse) de Iekaterinbourg à Nijni Taguil, puis simplement deux voies.
L'itinéraire est prolongé vers le nord par la route régionale 65K - 2301000 Serov - Severoouralsk - Ivdel. Cette route, tout comme la R352 à partir du 207e kilomètre font partie du Corridor routier latitudinal nord (ru), axe de transport reliant les villes de Perm, Ivdel, Khanty-Mansiïsk, Sourgout, Nijnevartovsk et Tomsk.

### Dangerosité
La route de Serov est souvent appelée la « route de la mort » dans la partie sous forme autoroutière. De nombreux usagers commettent des excès de vitesse, pouvant provoquer des accidents mortels. Entre janvier et juillet 2012 seulement, 636 000 conducteurs ont été verbalisés pour excès de vitesse sur la route de Serov.
Au cours de l'année 2017, 118 accidents se sont produits sur la route, provoquant la mort de 33 personnes. L'année suivante, à cause du verglas, un carambolage de six voitures a eu lieu, mais ne provoquant la mort d'aucune personne.
La route était en juillet 2023 considérée comme la route régionale la plus dangereuse de Russie, et en incluant toutes les routes fédérales, elle se retrouvait à la seconde position des routes les plus dangereuses du pays. Au cours des six premiers mois de 2023, il y a eu 42 accidents avec huit morts, et par comparaison il y avait sur la R351 (Iekaterinbourg - Tioumen), route fédérale la plus dangereuse, 44 accidents et huit morts. Les routes les plus dangereuses du pays passent d'ailleurs dans l'oblast, la troisième route régionale ou fédérale la plus dangereuse du pays étant la R242 (Iekaterinbourg - Perm) avec 31 accidents et 14 morts sur la période.
Les accidents les plus fréquents sur la route de Serov sont liés aux excès de vitesse, aux collisions avec des piétons et aux collisions avec les véhicules venant en sens inverse (dans la partie non doublée). Les sections avec les accidents les plus réguliers sont le 13e kilomètre près de Iekaterinbourg, au niveau de l'échangeur avec le périphérique de Iekaterinbourg et au 318e kilomètre.

## Itinéraire

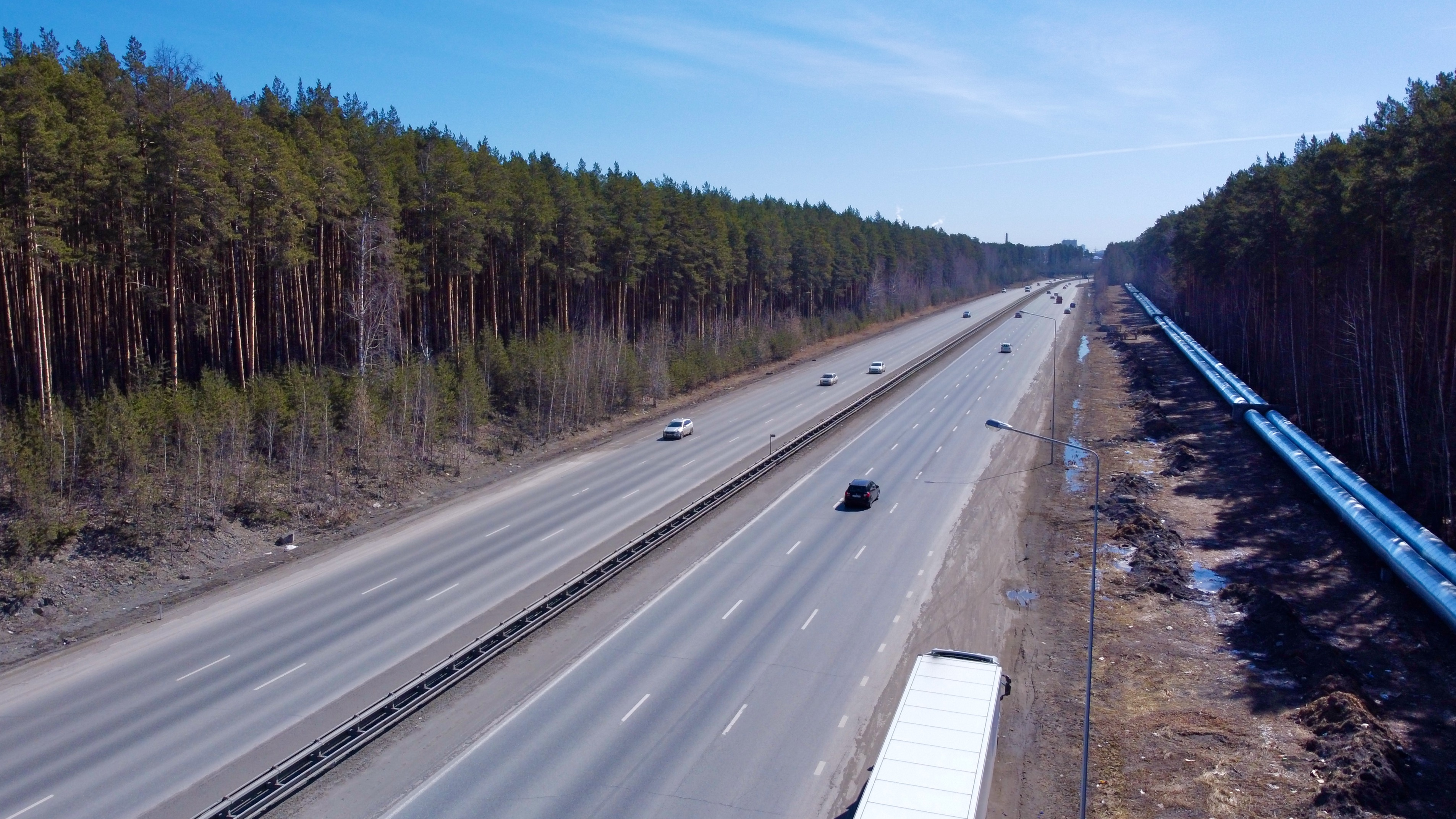
Dans l'arrondissement du Chemin de fer à Iekaterinbourg.

Principales villes et intersections du trajet: 
- Iekaterinbourg, km 0
  -  Échangeur entre  et EKAD (vers la R242, la R351 et la M5)
- Sortie à Verkhniaïa Pychma, km 28
- Sortie vers Tavatouï,, km 47
- Sortie vers Novoouralsk, km 62
- Sortie vers Neviansk, km 83
- Sortie vers Kirovgrad et Neviansk, km 85
- Sortie vers Nijni Taguil-sud, km 120
- Sortie vers Nijni Taguil-ouest, km 139
- Sortie vers Kouchva, km 184
- Sortie vers Katchkanar, km 204
- Sortie vers Nijniaïa Toura et Lesnoï, km 226
- Intersection vers Novaïa Toura, km 238
- Intersection vers Platina, km 248
- Intersection vers Poloudennaïa, km 271
- Intersection vers Verkhotourié, km 276
- Intersection vers Novaïa Lialia, km 286
- Intersection vers Lobva, km 306
- Intersection vers Krasnoïarka, km 332
- Serov, km 379

## Galerie

Photographies de la route (sélection) :
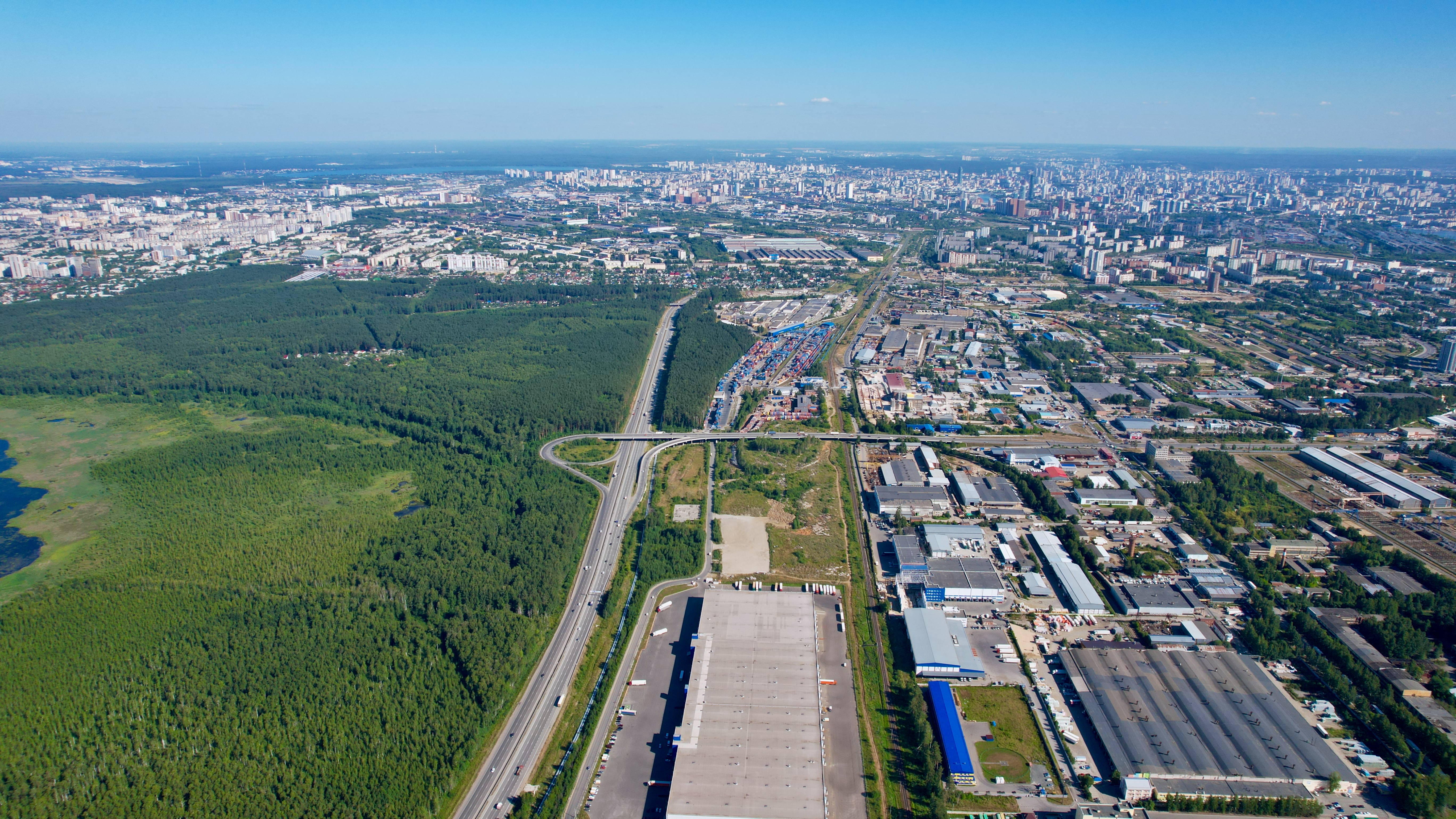
La route arrivant à Iekaterinbourg.
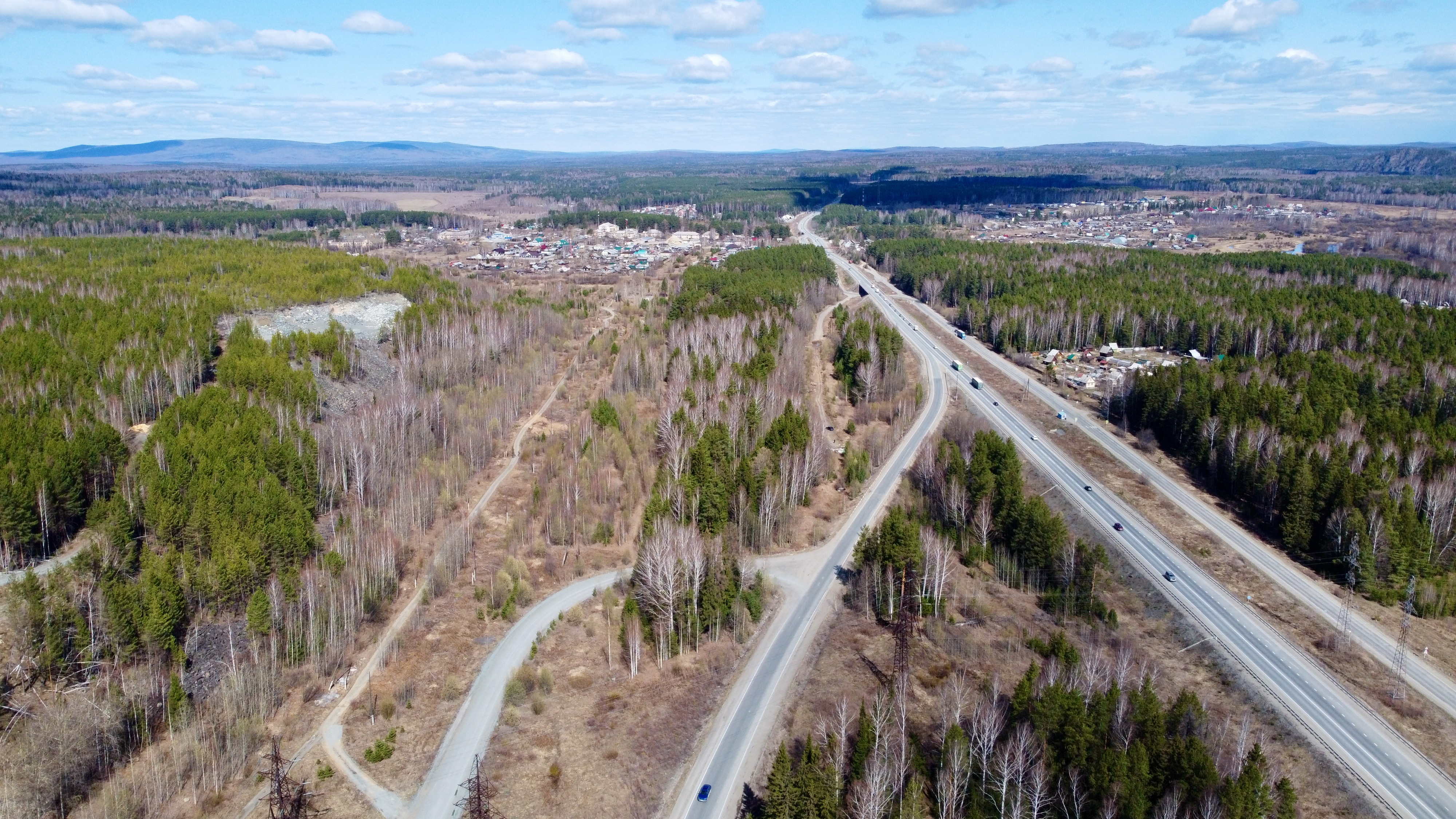
La route au nord de Nijni Taguil.
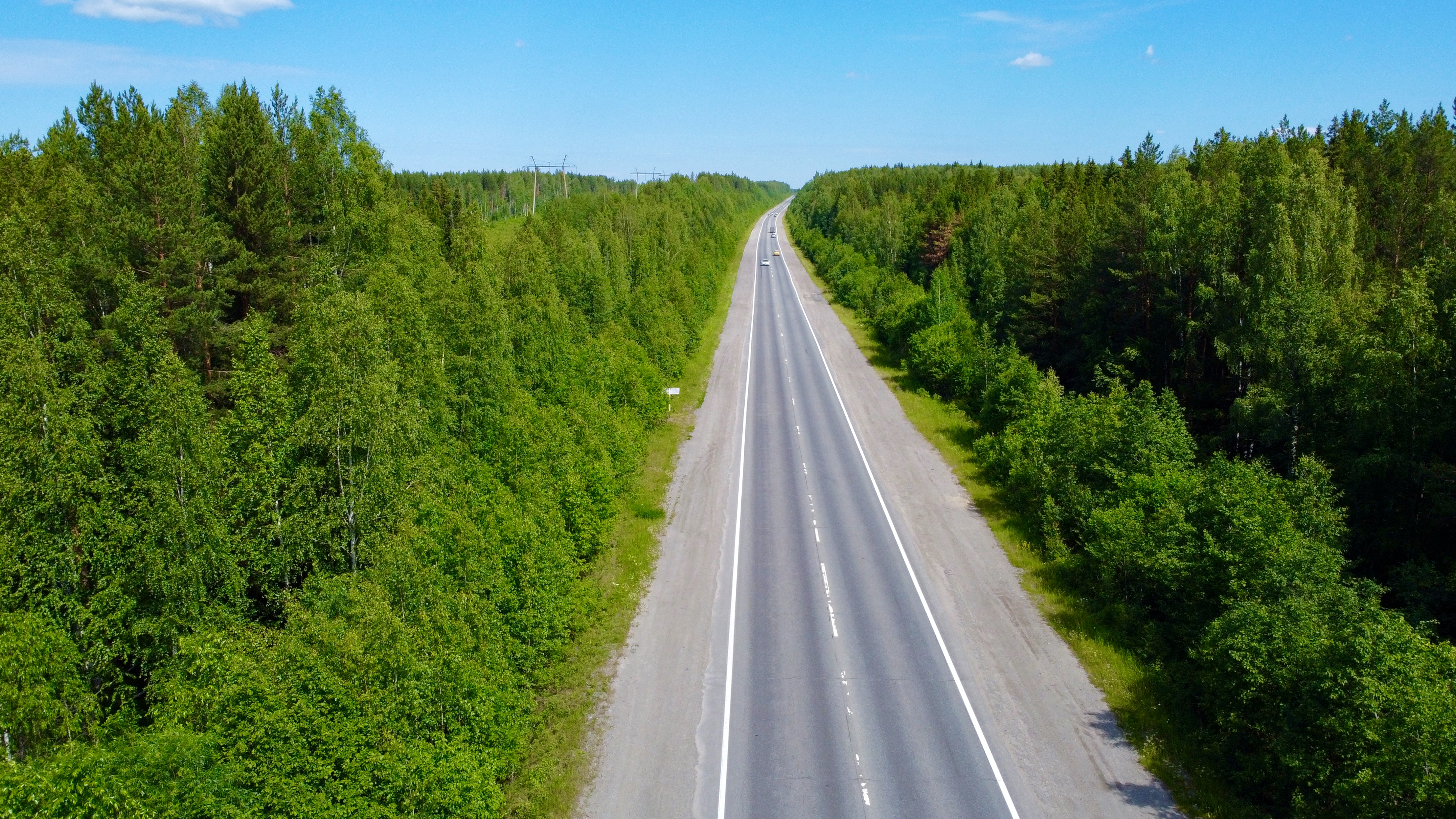
La route près de Verkhniaïa Toura.
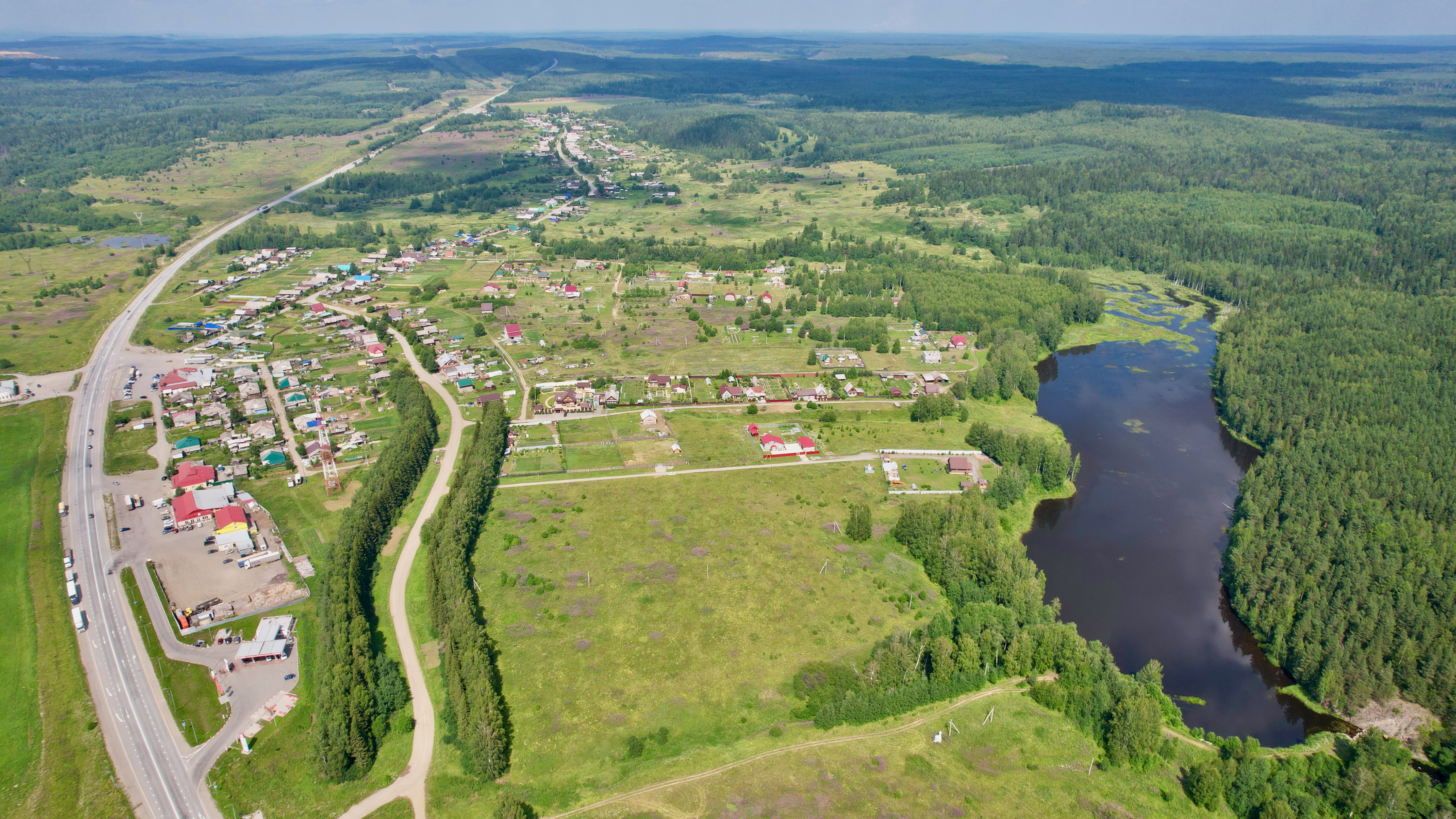
La route contournant le village de Malaïa Laïa.
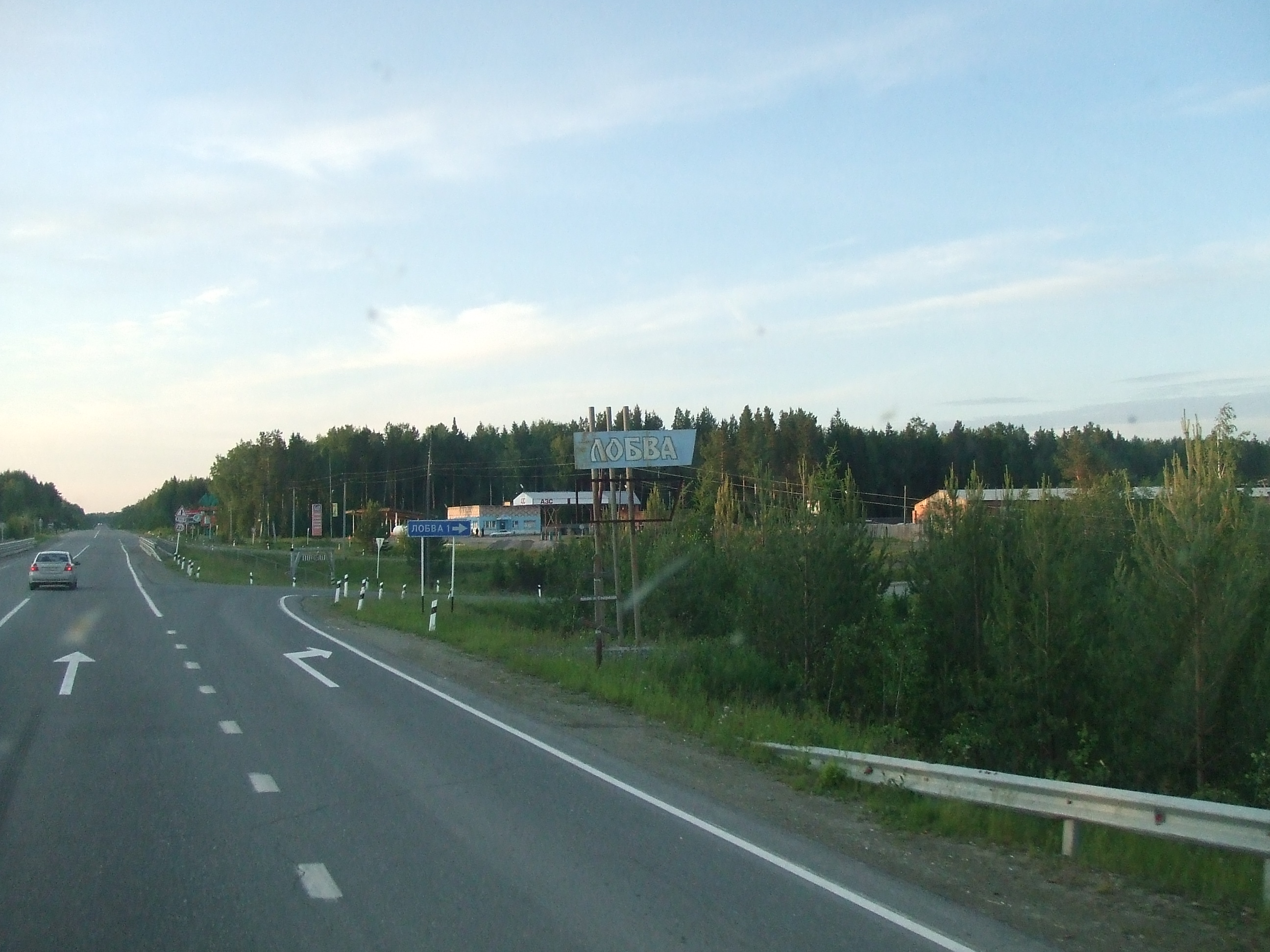
La route à Lobva.